# Liten kalkskivlav
Liten kalkskivlav (Diplotomma lutosum) är en lavart som beskrevs av Abramo Bartolommeo Massalongo. Liten kalkskivlav ingår i släktet Diplotomma, och familjen Physciaceae. Enligt den finländska rödlistan är arten starkt hotad i Finland. Arten är reproducerande i Sverige. Artens livsmiljö är kalkstensklippor och kalkbrott, inklusive bar kalkjord.